# Södra Vi socken

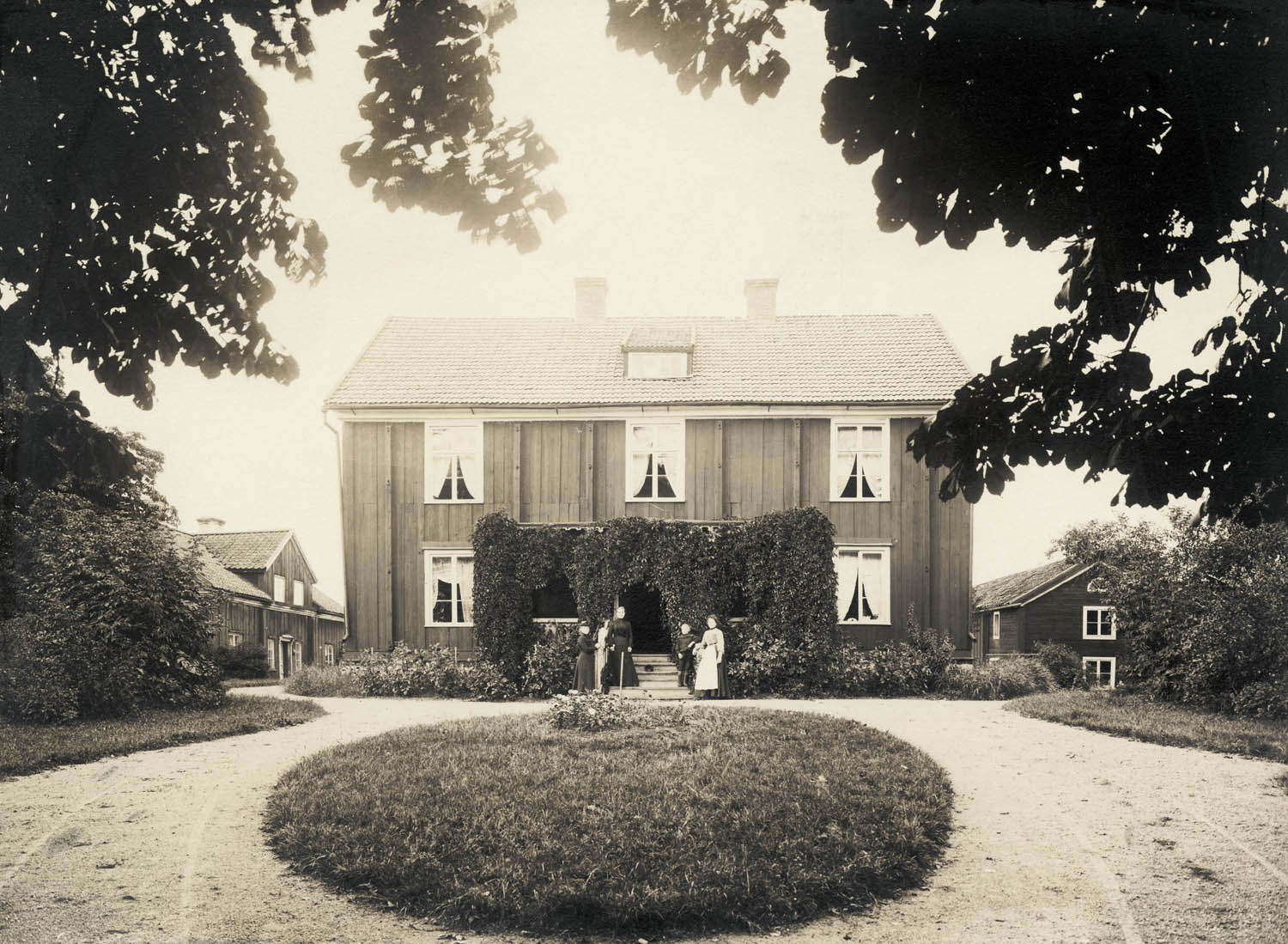
Kyrkoherdebostället i Sund, Södra Vi socken. Foto från 1901.

Södra Vi socken i Småland ingick i Sevede härad, ingår sedan 1971 i Vimmerby kommun i Kalmar län och motsvarar från 2016 Södra Vi distrikt.
Socknens areal är 259,05 kvadratkilometer, varav land 239,74. År 2000 fanns här 2 497 invånare. Tätorten Gullringen samt tätorten Södra Vi med sockenkyrkan Södra Vi kyrka ligger i socknen. 

## Administrativ historik
Södra Vi socken har medeltida ursprung.
Byn Snesnebo överfördes någon gång före 1818 till Vimmerby socken. Byn Flaka överfördes 1883 till denna socken från Djursdala socken.
Vid kommunreformen 1862 övergick socknens ansvar för de kyrkliga frågorna till Södra Vi församling och för de borgerliga frågorna till Södra Vi landskommun. Landskommunen utökades 1952 och uppgick 1971 i Vimmerby kommun. Församlingen uppgick 1 januari 2002 i Södra Vi-Djursdala församling.
1 januari 2016 inrättades distriktet Södra Vi, med samma omfattning som församlingen hade 1999/2000.  
Socknen har tillhört samma fögderier och domsagor som Sevede härad. De indelta soldaterna tillhörde Kalmar regemente, Sevede kompani.

## Geografi
Södra Vi socken ligger nordväst om Vimmerby kring Stångån i öster med sjöarna Juttern och Krön. Socknen är en starkt kuperad skogsbygd.År 1933 hade socknen 3117 hektar åker och 17800 hektar skogsmark. Juttern delas med Horns socken i Kinda kommun och Djursdala socken i Vimmerby kommun. Andra betydande insjöar är en mindre Krön och Ören.
Socknen genomkorsas av riksväg 34 samt av järnvägen Stångådalsbanan. I norr går länsväg 135 österut mot Gamleby.
I socknen finns den medeltida ruinen Krönsborg. En senare sätesgård var Ålhults säteri.
Södra Vi hälsobrunn invid kyrkan var under det sena 1800-talet och tidiga 1900-talet en välbesökt rekreationsort. I Skärstad fanns det förr ett gästgiveri.

## Fornlämningar
Kända från socknen är en hällkista och några boplatser från stenåldern, flera gravrösen från bronsåldern och tio gravfält och en fornborg från järnåldern. Också resterna från två fästen från medeltiden har påträffats.

## Befolkningsutveckling
Befolkningen ökade från 2 130 1810 till 3 361 1880 varefter den minskade till 2 916 år 1900. Därefter ökade folkmängden på nytt till 3 422 invånare 1920. Därpå minskade folkmängden med ett par ytterligare variationer till 2 747 invånare 1990.

## Namnet
Namnet (1311 Wi) kommer från kyrkbyn och innehåller vi, 'helig plats, kultplats'.Namnet skrevs 1667 Södre Wij.